# Rominserv
ROMINSERV este o companie membră a KazMunaiGaz, acționarul majoritar al Grupului Rompetrol, având ca principal obiect de activitate managementul proiectelor industriale, cu precădere în industria petrolieră și petrochimică.
Compania are două puncte de lucru (la Năvodari și Ploiești) și trei subsidiare: Rominserv Valves IAIFO – producător de armături industriale, Palplast – producător de țeavă și fitinguri de PEHD și Rominserv Kazakhstan cu sediul în Nur-Sultan.
În perioada 2010–2013, cifra medie de afaceri a Rominserv S.R.L. a fost de 200 milioane dolari.